# 肖晗
肖晗（？—），男，中华人民共和国外交官，曾任中华人民共和国驻塞内加尔共和国特命全权大使，现任外交部外事管理司司长。

## 生平
肖晗曾任驻蒙特利尔总领事馆副总领事、驻比利时大使馆政新参赞。2016年，任外交部非洲司参赞。2018年，任外交部非洲司副司长。2020年9月，出任中华人民共和国驻塞内加尔大使。2024年10月，自驻塞内加尔大使离任。同月，任外交部外事管理司司长。